# Charles Graner
Charles A. Graner (født 10 november 1968 i Pittsburgh) er en amerikansk krigsforbryder.
Han var en af hovedmændene bag torturen af irakiske krigsfanger i Abu Ghraib-fængslet, hvilket blev afsløret i 2004 da en række fotografier som viste mishandling, tortur og nedværdigelse af fanger, blev offentliggjort.
Den 14. januar 2005 blev Graner idømt ti års fængsel, og en hjemsendelse i vanære.
Graner blev løsladt fra fængslet den 6. august 2011